# Microterangis humblotii
Microterangis humblotii é uma espécie de orquídea, família Orchidaceae, que habita Comores. É uma pequena planta epífita, monopodial, com caule curto, densa vegetação de folhas bilobuladas, e longa inflorescência racemosa com flores minúsculas de sépalas e pétalas livres, com duas polínias.